# Buffalo (Dakota del Sud)
Buffalo és una població dels Estats Units a l'estat de Dakota del Sud. Segons el cens del 2000 tenia 380 habitants.

## Demografia
Segons el cens del 2000, Buffalo tenia 380 habitants, 176 habitatges, i 99 famílies. La densitat de població era de 266,8 habitants per km².
Dels 176 habitatges en un 29,5% hi vivien nens de menys de 18 anys, en un 47,7% hi vivien parelles casades, en un 6,3% dones solteres, i en un 43,8% no eren unitats familiars. En el 42% dels habitatges hi vivien persones soles el 23,9% de les quals corresponia a persones de 65 anys o més que vivien soles. El nombre mitjà de persones vivint en cada habitatge era de 2,16 i el nombre mitjà de persones que vivien en cada família era de 3,02.
Per edats la població es repartia de la següent manera: un 25,5% tenia menys de 18 anys, un 5% entre 18 i 24, un 22,6% entre 25 i 44, un 26,3% de 45 a 60 i un 20,5% 65 anys o més.
L'edat mediana era de 44 anys. Per cada 100 dones de 18 o més anys hi havia 82,6 homes.
La renda mediana per habitatge era de 21.875 $ i la renda mediana per família de 37.000 $. Els homes tenien una renda mediana de 30.417 $ mentre que les dones 16.250 $. La renda per capita de la població era de 13.208 $. Entorn del 7% de les famílies i el 12,2% de la població estaven per davall del llindar de pobresa.

## Poblacions més properes
El següent diagrama mostra les poblacions més properes.